# Musculus semitendinosus
Der Musculus semitendinosus (lat. für „Halbsehnenmuskel“) ist einer der hinteren Skelettmuskeln des Oberschenkels. Gelegentlich teilt eine schräg verlaufende Zwischensehne den Muskelbauch.

## Funktion
Der Musculus semitendinosus streckt das Hüftgelenk. Außerdem beugt er, wie alle Muskeln der sogenannten ischiocruralen Muskulatur (dazu gehören neben dem  M. semitendinosus die Mm. biceps femoris und semimembranosus) das Kniegelenk. Er dreht aber dabei, anders als der Musculus biceps femoris, das Bein nach innen. Bei nicht geführten Bewegungen ist also eine entsprechende Koordination aller drei Muskeln erforderlich, wenn der Unterschenkel bei der Beugung in der Sagittalebene gehalten werden soll, d. h. nicht in eine gleichzeitige Außen- oder Innenrotation verfallen soll.
Eine Mitwirkung des Musculus semitendinosus (und der anderen beiden Muskeln der ischiocruralen Muskulatur, der Mm. biceps femoris, caput longum und semimembranosus) an der Streckung im Kniegelenk ist beim Menschen unter dem Begriff des Lombardschen Paradoxons bekannt.

## Der Musculus semitendinosus bei Tieren
Bei Schlachttieren ist der Muskel Teil der Unterschale.